# Foucarmont
Foucarmont és un municipi francès situat al departament del Sena Marítim i a la regió de Normandia. L'any 2007 tenia 1.017 habitants.

## Demografia

### Població
El 2007 la població de fet de Foucarmont era de 1.017 persones. Hi havia 432 famílies de les quals 148 eren unipersonals (56 homes vivint sols i 92 dones vivint soles), 120 parelles sense fills, 112 parelles amb fills i 52 famílies monoparentals amb fills.
La població ha evolucionat segons el següent gràfic:
Habitants censats

### Habitatges
El 2007 hi havia 478 habitatges, 443 eren l'habitatge principal de la família, 12 eren segones residències i 23 estaven desocupats. 335 eren cases i 140 eren apartaments. Dels 443 habitatges principals, 222 estaven ocupats pels seus propietaris, 208 estaven llogats i ocupats pels llogaters i 13 estaven cedits a títol gratuït; 7 tenien una cambra, 58 en tenien dues, 96 en tenien tres, 114 en tenien quatre i 168 en tenien cinc o més. 277 habitatges disposaven pel capbaix d'una plaça de pàrquing. A 212 habitatges hi havia un automòbil i a 117 n'hi havia dos o més.

### Piràmide de població
La piràmide de població per edats i sexe el 2009 era:
| Homes | Edats   | Dones |
| ----- | ------- | ----- |
| 0     | 95 o +  | 1     |
| 0     | 90 a 94 | 4     |
| 7     | 85 a 89 | 11    |
| 7     | 80 a 84 | 11    |
| 22    | 75 a 79 | 29    |
| 14    | 70 a 74 | 39    |
| 25    | 65 a 69 | 31    |
| 12    | 60 a 64 | 30    |
| 23    | 55 a 59 | 20    |
| 19    | 50 a 54 | 20    |
| 37    | 45 a 49 | 33    |
| 41    | 40 a 44 | 21    |
| 41    | 35 a 39 | 54    |
| 42    | 30 a 34 | 44    |
| 31    | 25 a 29 | 30    |
| 24    | 20 a 24 | 23    |
| 31    | 15 a 19 | 19    |
| 27    | 10 a 14 | 36    |
| 27    | 5 a 9   | 40    |
| 17    | 0 a 4   | 18    |

## Economia
El 2007 la població en edat de treballar era de 644 persones, 449 eren actives i 195 eren inactives. De les 449 persones actives 396 estaven ocupades (215 homes i 181 dones) i 53 estaven aturades (24 homes i 29 dones). De les 195 persones inactives 42 estaven jubilades, 42 estaven estudiant i 111 estaven classificades com a «altres inactius».

### Ingressos
El 2009 a Foucarmont hi havia 433 unitats fiscals que integraven 942 persones, la mediana anual d'ingressos fiscals per persona era de 15.297 €.

### Activitats econòmiques
Dels 68 establiments que hi havia el 2007, 3 eren d'empreses extractives, 3 d'empreses alimentàries, 3 d'empreses de fabricació d'altres productes industrials, 8 d'empreses de construcció, 16 d'empreses de comerç i reparació d'automòbils, 4 d'empreses de transport, 3 d'empreses d'hostatgeria i restauració, 5 d'empreses financeres, 2 d'empreses immobiliàries, 7 d'empreses de serveis, 9 d'entitats de l'administració pública i 5 d'empreses classificades com a «altres activitats de serveis».
Dels 22 establiments de servei als particulars que hi havia el 2009, 1 era una oficina de correu, 2 oficines bancàries, 1 funerària, 1 taller de reparació d'automòbils i de material agrícola, 2 paletes, 1 guixaire pintor, 1 fusteria, 2 lampisteries, 2 electricistes, 3 perruqueries, 4 veterinaris i 2 restaurants.
Dels 8 establiments comercials que hi havia el 2009, 1 era un hipermercat, 2 fleques, 1 una fleca, 1 una botiga de congelats, 1 una peixateria i 2 floristeries.
L'any 2000 a Foucarmont hi havia 5 explotacions agrícoles.

## Equipaments sanitaris i escolars
El 2009 hi havia 2 farmàcies i 1 ambulància.
El 2009 hi havia 1 escola maternal integrada dins d'un grup escolar amb les comunes properes formant una escola dispersa i 1 escola elemental integrada dins d'un grup escolar amb les comunes properes formant una escola dispersa.

## Poblacions més properes
El següent diagrama mostra les poblacions més properes.